# Чанком
Чанко́м (исп. Chankom) — посёлок в Мексике, штат Юкатан, входит в состав одноимённого муниципалитета и является его административным центром. Численность населения, по данным переписи 2010 года, составила 685 человек.

## Общие сведения
Название Chankom с майяского языка можно перевести как небольшая долина.
Поселение было основано в доиспанский период, но к середине XIX века опустел, из-за начавшейся войны каст. В 1890 году жители стали возвращаться и восстанавливать поселение.